# Liphistius yangae
Espèce
Synonymes
- Liphistius thaleban  Schwendinger, 1990
- Liphistius rufipes  Schwendinger, 1995

Liphistius yangae est une espèce d'araignées mésothèles de la famille des Liphistiidae.

## Distribution
Cette espèce se rencontre en Malaisie au Perlis, au Perak et au Kelantan et en Thaïlande dans les provinces de Satun, de Songkhla, de Pattani, de Yala et de Narathiwat,.

## Description
La femelle holotype mesure 10,8 mm.

## Étymologie
Cette espèce est nommée en l'honneur de Yang Chang Man.

## Publication originale
- Platnick & Sedgwick, 1984 : A revision of the spider genus Liphistius (Araneae, Mesothelae). American Museum Novitates, no 2781, p. 1-31 (texte intégral).